# Joaquim Martí (ciclista)
Joaquim Martí   (Barcelona, segle XIX - segle XX) va ser un ciclista català, que va córrer durant a començaments del segle XX. En el seu palmarès destaquen dues segones posicions de renom, a la Volta a Catalunya i al Campionat d'Espanya de 1912.

## Palmarès
- 1912
  - 2n de la Volta a Catalunya
  - 2n al Campionat d'Espanya